# Ko (kana)

Ko w hiraganie

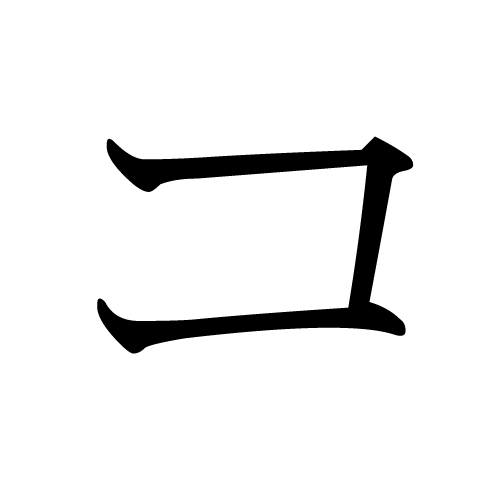
Ko w katakanie

Go w hiraganie

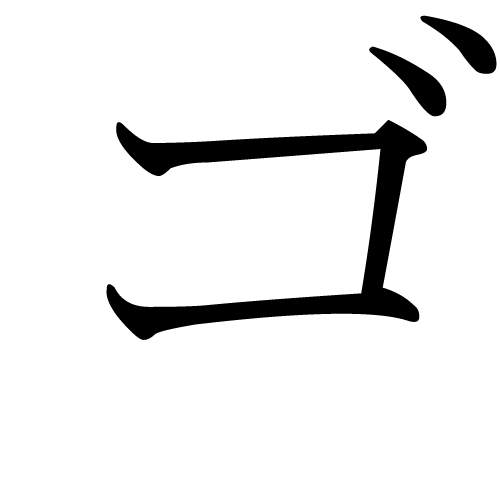
Go w katakanie

Ko – dziesiąty znak japońskich sylabariuszy hiragana (こ) i katakana (コ). Reprezentuje on sylabę ko. Pochodzi bezpośrednio od znaku 己. Po dodaniu dakuten w obydwu wersjach znaku (ご i ゴ) reprezentuje on sylabę go.